# بلايند جون ديفيس
بلايند جون ديفيس (بالإنجليزية: Blind John Davis) هو مغني وعازف بيانو أمريكي، ولد في 7 ديسمبر 1913 في مسيسيبي في الولايات المتحدة، وتوفي في 12 أكتوبر 1985 في شيكاغو في الولايات المتحدة.

## وصلات خارجية
- بلايند جون ديفيس على موقع ميوزك برينز (الإنجليزية)
- بلايند جون ديفيس على موقع أول ميوزيك (الإنجليزية)
- بلايند جون ديفيس على موقع ديسكوغز (الإنجليزية)